# Сен-Клеман-а-Арн
Сен-Клема́н-а-Арн (фр. Saint-Clément-à-Arnes) — коммуна во Франции, находится в регионе Шампань — Арденны. Департамент коммуны — Арденны. Входит в состав кантона Машо. Округ коммуны — Вузье.
Код INSEE коммуны — 08378.
Коммуна расположена приблизительно в 160 км к востоку от Парижа, в 39 км севернее Шалон-ан-Шампани, в 60 км к югу от Шарлевиль-Мезьера. Расположена на реке Арн.

## Население
Население коммуны на 2008 год составляло 105 человек.
| 1962 | 1968 | 1975 | 1982 | 1990 | 1999 | 2008 |
| ---- | ---- | ---- | ---- | ---- | ---- | ---- |
| 131  | 145  | 156  | 109  | 115  | 115  | 105  |

## Экономика
В 2007 году среди 64 человек в трудоспособном возрасте (15—64 лет) 53 были экономически активными, 11 — неактивными (показатель активности — 82,8 %, в 1999 году было 56,9 %). Из 53 активных работали 51 человек (29 мужчин и 22 женщины), безработных было 2 (1 мужчина и 1 женщина). Среди 11 неактивных 3 человека были учениками или студентами, 5 — пенсионерами, 3 были неактивными по другим причинам.